# Pýrros Dímas
Pour les articles homonymes, voir Dimas.
Pýrros Dímas (en grec moderne : Πύρρος Δήμας ; en albanais : Pirro Dhima), né le 13 octobre 1971 à Himarë, est un haltérophile grec, triple champion olympique et triple champion du monde.

## Carrière
Pýrros Dímas est né en Albanie de parents albanais  et naturalisé grec en 1992.
Après ses titres de champion du monde en 1993 et 1995, il est le favori pour la médaille d'or en moins de 83 kg aux Jeux d'Atlanta en 1996. Il répond aux attentes en battant deux records du monde (à l'arraché et au total soulevé) et en remportant la médaille d'or.
Dimas remporte un nouveau titre mondial en 1998. Après une opération à l'épaule, il ne peut que prendre la médaille d'argent aux championnats du monde de 1999. Aux Jeux de 2000, il remporte sa troisième médaille d'or et rejoint Naim Süleymanoğlu et Kakhi Kakhiashvili comme triple champion olympique d'haltérophilie.
Pour ses quatrièmes et derniers Jeux, les Jeux olympiques à Athènes, en 2004 où il sera le porte-drapeau de la délégation grecque, il remporte une médaille de bronze.

## Palmarès

### Jeux olympiques
- Jeux olympiques de 1992 à Barcelone (Espagne) :
  - Haltérophilie : Moins de 82,5 kg
    -  Médaille d'or
- Jeux olympiques de 1996 à Atlanta (États-Unis) :
  - Haltérophilie : Moins de 83 kg
    -  Médaille d'or
- Jeux olympiques de 2000 à Sydney (Australie) :
  - Haltérophilie : Moins de 85 kg
    -  Médaille d'or
- Jeux olympiques de 2004 à Athènes (Grèce) :
  - Haltérophilie : Moins de 85 kg
    -  Médaille de bronze

### Divers
- Champion des Balkans à 19 ans
- 4ème championnat d'Europe 1991
- 3ème championnat d'Europe 1992

## Distinctions
- Élu quatre fois athlète de l'année par les journalistes grecs.